# بيل ريد (لاعب كرة قدم أمريكية)
بيل ريد (بالإنجليزية: Bill Reid)‏ هو لاعب كرة قدم أمريكية أمريكي، ولد في 25 أكتوبر 1878 في سان فرانسيسكو في الولايات المتحدة، وتوفي في 28 سبتمبر 1976.